# 桃瀬れな
桃瀬 れな（ももせ れな、1987年4月21日 - ）は、日本のAV女優・ストリッパー。キーストンプロダクション。

## 略歴
2007年1月にスターパラダイス専属女優としてデビューしたロリ系のAV女優である。3本の作品に出演して専属を離れ、以降は多くのメーカーの作品に出演している。
2007年1月11日に川崎ロック座にてストリップデビュー。以降はAV女優とストリッパーの活動を並行して行っていたが、現在はストリッパーとしての活動が中心となっている。

## 出演作品

### アダルトビデオ
2007年
- 妹系 アニメ声 キューティーモデル （1月25日、スターパラダイス）
- 美少女 極太チ○コいじめ （2月20日、スターパラダイス）
- 白濁天使 ぶっかけ50連発 （3月20日、スターパラダイス）
- ひぐらしがなく頃に （7月27日、TMA）共演:瀬戸ひなた、長谷川さやか、佐藤るり
- 黒ストッキングの女性社員たち （8月10日、I.B.WORKS）オムニバス作品 他出演:nao.、天乃みお、月嶋りお、佐藤るり、佐伯奈々、伊藤あずさ、さとう和香、水森あおい
- 「これで最後にして下さい。」 （11月7日、アタッカーズ）
- 首都圏 援交 27 （12月1日、プレステージ）
- ホ別@5 05 （12月11日、プレステージ）

2008年
- 痴ロル 05 （1月11日、プレステージ）
- みるく （1月19日、みるきぃぷりん♪）
- アニメ声ロリドル 桃瀬れな 4時間BEST （2月15日、スターパラダイス） ※総集編
- 僕の妹 8 -C学生 シスターラブ- （3月1日、プレステージ）
- 女子校生強制中出し 15 （3月8日、隼エージェンシー）オムニバス作品 他出演:永瀬あき、宮下まい、愛乃みく、森野ひな、夏川るい、紅りんご
- 近親相姦中出し5 5人の近親中出し物語 （3月19日、ミスター・インパクト）オムニバス作品 他出演:永瀬あき、東野愛鈴、宮下まい、梨々花
- 写生徒 02 （3月22日、プレステージ）
- フェラコレ2008 春 SP 24人のフェラジェンヌ（4月12日、隼エージェンシー）他23名出演
- ロリレイプ 2 （4月19日、ミスター・インパクト）オムニバス作品 他出演:永瀬あき、森野ひな、愛乃みく
- こだわりの手コキ 4時間SP 8 30人のハンドメイド （5月10日、隼エージェンシー）他29名出演
- みるきぃHi-スクール （5月19日、みるきぃぷりん♪）
- オジサン好きな少女 - れな （6月24日、プラネットプラス）
- 美脚クラブ 180 （7月19日、ミスター・インパクト）オムニバス作品 他出演:亜紗美、夏川るい、東野愛鈴、松野ゆい、森野ひな、涼華りょう、花宮あみ、姫川りな、清原りょう ほか
- S-Cute ex 24 （10月24日、S-Cute）オムニバス作品 他出演:つぼみ、千尋、赤西涼
- 大量浣腸アヌス奴隷 （11月7日、アタッカーズ）

2009年
- 幼姦 2 （2月25日、プラネットプラス）
- 中出しレイプ女子校生（4月15日、隼エージェンシー）オムニバス作品 他出演:永瀬あき、宮下まい、紅りんご、夏川るい、森野ひな、愛乃みく、つぼみ、日向しおり、向坂美々、国見奈々、飯島くらら、仲川咲姫
- 女子校生 強制凌辱カリキュラム （12月7日）オムニバス作品 他出演:真央♪、早乙女ルイ、みなみちょこ、つぼみ
- つるぺたロリータ生中出し （12月25日、I.B.WORKS）オムニバス作品 他出演:小松ひな、椿まひる

2010年
- ロリっ娘制服女学生がカメラ目線で罵りながら手コキしてきて、チ○ポ玩ばれたッ！！（8月20日）他出演:長谷川しずく 小滝みい菜

2011年
- 女子校生強制中出し8時間II （4月25日）オムニバス作品 他出演:長谷川さやか 永瀬あき つぼみ 夏川るい 真心実

2012年
- 小さな身体には大きなチ○コを…ロリ姦・貧乳パラダイス （3月20日）オムニバス作品 他出演:野中あんり、和葉みれい、伊藤青葉

他